# Захват Крыма Россией
В конце февраля — начале марта 2014 года российские вооружённые силы провели операцию по захвату украинского Крыма. Захватом Крыма Россия начала необъявленную российско-украинскую войну.
Российские спецподразделения получили первые приказы по Крыму к 23 февраля 2014 года и в течение нескольких дней происходила первичная скрытая переброска войск на полуостров, где тем временем продолжалось гражданское противостояние — 23—24 февраля под давлением пророссийских активистов была осуществлена смена исполнительных органов власти Севастополя. 26 февраля сторонники Меджлиса и новой украинской власти собрались у крымского парламента, опасаясь принятия им решения об отделении Крыма от Украины, и прорвались в его здание, в результате чего заседание Верховного Совета автономии было сорвано.
27 февраля начались активные действия России по захвату Крыма — российский спецназ захватил здания органов власти АР Крым, после чего в захваченном здании парламента была проведена сессия ВС, на которой украинские органы власти были заменены на контролируемых Россией акторов во главе с лидером партии «Русское единство» Сергеем Аксёновым. Произошедшее не имело легитимности и представляло собой осуществлённый Россией военный переворот.
Российскими военнослужащими без знаков различия совместно с отрядами добровольцев были блокированы все объекты и воинские части ВС Украины на территории полуострова, командование которых отказалось подчиниться новому правительству Крыма. Помимо действий в самом Крыму, Россия нарастила группировку войск в прилегающих к Украине субъектах федерации, официально мотивируя это проходящими учениями.
Украинское руководство опасалось, что силовое сопротивление России по захвату Крыма даст последней повод к началу полномасштабного вторжения, чреватого поражением Украины, того же, по утверждениям украинских властей, опасались и лидеры западных государств, призывавшие Украину избегать резких действий. В итоге, украинские военные в Крыму не получили чётких приказов по дальнейшим действиям, в результате чего России удалось завладеть полуостровом без вооружённого сопротивления со стороны украинцев; возможность же западного военного противодействия действиями России исключалась готовностью последней применить ядерное оружие при таком развитии событий.

## Предыстория
По данным различных источников, с лета 2013 года в кругах российских властей начинают прорабатываться различные планы действий по отторжению территорий Украины. В сентябре 2013 года в ходе российско-белорусских учений в Калининградской области отрабатывались «операции по защите соотечественников, якобы притесняемых на территории иностранного государства». По сценарию этих учений, «на территории соседнего государства происходят беспорядки и попытки захвата власти, создаются незаконные вооружённые формирования», а Россия и Белоруссия как страны-соседи «заходят и наводят порядок».
Произошедшее 18—20 февраля 2014 года обострение гражданского противостояния в стране, а затем и смещение Януковича с поста президента способствовали радикализации настроений как в Крыму, так и в руководстве России. Россия фактически использовала Евромайдан в качестве оправдания аннексии Крыма и последующей гибридной войны против Украины в Донбассе.
Когда именно российское руководство начало свои действия в отношении Крыма, остаётся спорным вопросом. Источники, близкие к командованию крымской операцией, указывают 18 февраля как дату, когда ССО РФ в Новороссийске и на базе ВМФ РФ в Севастополе были приведены в состояние тревоги. 20 февраля войска РФ получили приказ блокировать украинские военные базы в Крыму и предотвратить кровопролитие между протестующими. Однако силы РФ начали действовать только 23 февраля, через 2 дня после бегства Януковича из Киева.
23 февраля 2014 года завершились Зимние Олимпийские игры в российском Сочи.

## Военные силы сторон

### Украина
Перед российским вторжением в Крыму размещались более 13 тыс., согласно информации аналитического центра RAND — около 18 800 украинских военнослужащих, хотя временный министр обороны Украины в феврале оценивал их численность ближе к 15 тысячам. Военно-морские силы Украины на территории Крыма были представлены ракетно-артиллерийской бригадой, двумя отдельными батальонами морской пехоты и бригадой береговой охраны. Также на полуострове находились 2500 сотрудников Министерства внутренних дел Украины, которые, по мнению центра, не имели оборонного значения. Министр обороны Украины на совещаниях украинского руководства в феврале сказал, что от полутора до двух тысяч военнослужащих являются надёжными и готовы сражаться с россиянами в случае приказа. В распоряжении армии был 41 танк, 160 БМП, 47 артиллерийских установок и крупнокалиберные миномёты. Из 45 самолётов МиГ-29 в Бельбеке в рабочем состоянии находились от 4 до 6 машин.
Воздушные силы Украины в Крыму находились в упадке. Из 45 Миг-29, дислоцированных в аэропорту в Бельбеке, только 4 или 6 были в рабочем состоянии. В Крыму также находились 2500 человек внутренних войск МВД.
Многие из бойцов были местного, крымского происхождения. Действующий министр обороны Игорь Тенюх оценил количество боеспособных солдат в менее чем 2 тыс. Уровень готовности украинских зенитных ракетных комплексов Бук-М1 и С-300 центр назвал сомнительным.

### Россия
Россия, согласно центру RAND, разместила на полуострове около 12 000 военнослужащих Черноморского флота, историки Dominique Arel и Jesse Driscoll дают оценку в 20 тыс. солдат на момент начала вторжения. Единственной пехотной частью при этом являлась 810-я отдельная бригада морской пехоты. Российская морская пехота состояла из контрактных военнослужащих, которые были обучены и укомплектованы лучше, чем солдаты срочной службы. Российская армия в Крыму перед началом конфликта уступала в численности живой силе и тяжёлой технике украинским войскам, однако соглашения Украины с Россией о базировании российских войск в Крыму позволяли достаточно свободно[уточнить] перебрасывать силы с материка на полуостров.
27 февраля Россия оперировала двумя отрядами спецназа силой примерно 30 бойцов каждый из 76й Псковской аэродесантной дивизии. Отряды высадились в Севастополе и захватили парламент и правительственный квартал в Симферополе утром 27 февраля.

## Крымская операция
Украинские эксперты и чиновники утверждали, что Москва в течение многих лет тайно готовила план по аннексии Крымского полуострова, который и был реализован в самый тяжёлый момент для Украины, когда произошло кровавое противостояние на Евромайдане.
Самой ранней датой называется (в частности, украинскими властями) 20 февраля 2014 года, указанное на российской медали «За возвращение Крыма», что означает начало аннексии до смены украинской власти. 20 февраля и российские, и украинские подразделения были приведены в состояние готовности. 22 и 23 февраля батальоны спецназа и ВДВ вышли из своих мест дислокации, прочие были переброшены ближе к Керченскому проливу. Путин в обнародованном в 2015 году телеинтервью утверждал, что поручение «начать работу по возвращению Крыма в состав России» отдал после ночного совещания 22 — 23 февраля 2014 года.
Корабли российского Черноморского флота, которые обеспечивали безопасность Олимпиады, в этот день отправились на свою базу в Новороссийск.

### Захват парламента и правительства

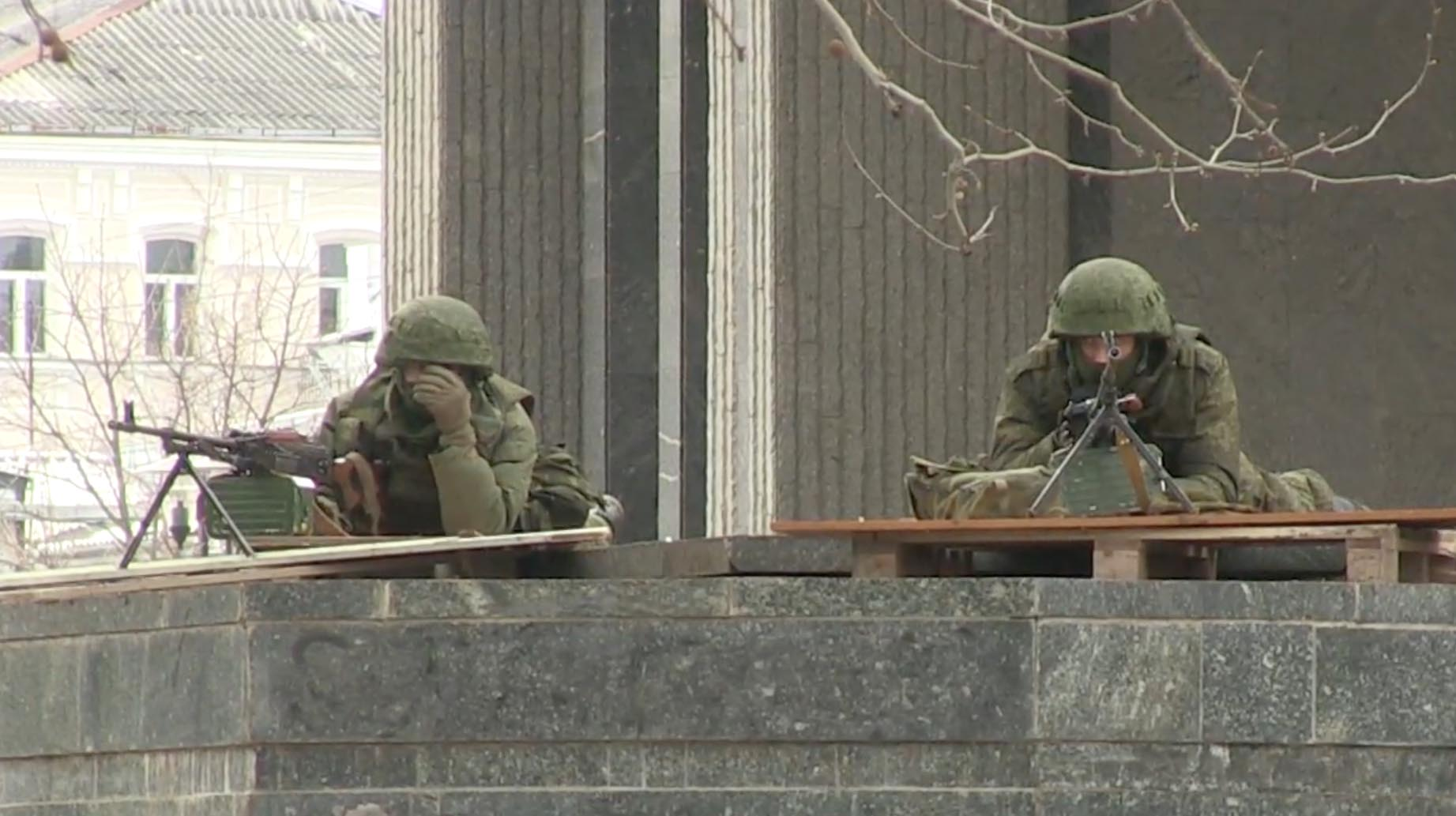
Российские военные без знаков различия с пулемётами у здания Верховного Совета Автономной Республики Крым, 1 марта 2014 года

24 февраля Севастопольский горсовет установил гражданина России Алексея Чалого мэром Севастополя. Несколько отрядов 810-й бригады морпехов РФ заняли городскую площадь, нарушив Соглашение о пребывании флота РФ на территории Украины. 25 февраля БДК Николай Фильченков доставил 200 военнослужащих ССО РФ, вероятно командования. Вероятно, Николай Фильченков позже перевёз Януковича из Крыма в Россию.
26 февраля 15-тысячная толпа собралась вокруг крымского парламента. Количество поддерживающих и противников референдума о независимости разделилось примерно поровну. Подавляющее большинство противников независимости были крымские татары. Между участниками двух митингов вспыхнул конфликт, в результате которого 35 человек получили травмы и ранения и два человека погибли: мужчина, скончавшийся от сердечного приступа, и женщина, затоптанная в давке. Массовые проукраинские протесты крымских татар не позволили Крымскому парламенту осуществить сценарий, в котором Крым самостоятельно откалывается от Украины и затем просит Россию о помощи. Меньше чем через неделю после бегства Януковича Россия в ходе тайной специальной операции заменила местное правительство в Крыму российскими доверенными лицами и поручила им подготовить регион к российской аннексии. Следующим же утром, 27 февраля, в Крым прибыли российские силы ССО, захватили парламент и установили пророссийское правительство, которое затем и обратилось к РФ за помощью.
26 февраля, в то время, как министр иностранных дел России Сергей Лавров подтвердил позицию «принципиального невмешательства» в дела Украины, Владимир Путин отдал приказ о проведении военных учений на западе России, и в Севастополь прибыл десантный корабль Черноморского флота России с 200 военнослужащими сил специальных операций. Начиная с 27 февраля на улицах Крыма появились российские воинские подразделения без знаков различия, которые захватили важные объекты, особенно военные и административные.
В ночь с 26 на 27 февраля российским спецназом были захвачены здания Верховного Совета и Совета министров АР Крым в Симферополе; кроме того ранним утром были установлены блокпосты на Перекопском перешейке и Чонгарском полуострове, что перерезало сухопутное сообщение Крыма с материковой Украиной. Российские силы состояли из двух десантных подразделений ССО псковской 76-й десантно-штурмовой дивизии около 30 бойцов каждый. Подразделения высадились в Севастополе и захватили парламент и правительственный квартал в Симферополе. Работа крымского правительства была полностью остановлена, министры и сотрудники не были допущены на свои рабочие места, как прелюдия к тому, что вместо них будет поставлено новое правительство.
27 февраля Россия оперировала двумя отрядами спецназа силой примерно 30 бойцов каждый из 76й Псковской аэродесантной дивизии. Отряды высадились в Севастополе и захватили парламент и правительственный квартал в Симферополе утром 27 февраля.
Премьер-министр Крыма Анатолий Могилев связался с Киевом, но не получил четких инструкций. Новые киевские власти еще не имели полного контроля над вооруженными силами и службами безопасности.
Группа российских военных без опознавательных знаков собрала по Симферополю депутатов Крымского Верховного совета и доставила их в захваченное здание парламента. Депутаты не особо хотели принимать участие в происходящих событиях. По сообщениям гражданина РФ Игоря Гиркина, одного из командиров, участвовавших в крымских событиях, им приходилось «загонять» депутатов в зал для принятия решений. В захваченном российскими силами здании Верховного Совета Автономной Республики Крым была проведена чрезвычайная сессия парламента АРК. Депутаты проголосовали по заранее подготовленным решениям об отстранении назначенного Януковичем премьер-министра Крыма Анатолия Могилева. Лидер спонсированной российскими спецслужбами партии «Русское единство» Сергей Аксёнов был назначен на пост председателя правительства региона. На выборах партия «Русское единство» получила перед этим всего три места в крымском парламенте, но Аксенов незадолго до событий создал свой отряд добровольцев и имел поддержку спикера парламента Владимира Константинова. Присутствие спецназа РФ в парламенте фактически сделало голосование принужденным, а журналисты, беседовавшие с депутатами, которые не были на сессии, но оказались зарегистрированными и проголосовавшими, выяснили, что достаточного для принятия решений количества депутатов — кворума — на сессии не было. Произошедшее не имело легитимности и представляло собой осуществленный Россией военный переворот.
27 февраля на заседании СНБО министр обороны Украины Игорь Тенюх заявил, что киевском, харьковском и донецком направлениях Россия сосредоточила 38 тысяч военных, а боевой состав российских сил в Крыму превышает 20 тысяч человек. В то же время он сказал, что Украина может собрать боеспоспособную группировку всего лишь в 5000 человек и заявил, что «если российские части войдут утром со стороны Черниговской области, то к вечеру они уже будут в Киеве». О неготовности Украины к войне говорили и другие члены высшего руководства страны.
По словам украинской стороны, страны Запада также призывали Украину не совершать никаких резких действий, чтобы не дать повод России к войне. При этом, по словам тогдашнего временно исполняющего обязанности президента Украины Александра Турчинова, украинское руководство рассматривало различные варианты военного ответа на действия России, в том числе переброску десантников с материковой Украины на Крымский полуостров, однако от этих планов было решено отказаться. Глава СБУ Наливайченко доложил, что, по информации разведок США и Германии, Россия, в случае военного сопротивления Украины, планировала начать полномасштабное вторжение. В результате украинские военнослужащие в Крыму не получили из Киева чётких приказов для своих дальнейших действий, в силу чего не оказали вооружённого сопротивления российским войскам. Это позволило России захватить без боя украинские военные базы и гарнизоны на полуострове.
Присутствие вооруженных российских военных отпугнуло протесты против аннексии. В последующие дни российские войска и пророссийские формирования захватили все ключевые объекты инфраструктуры Крыма, блокировали, а в ряде случаев и захватывали украинские военные объекты. По сведениям «Новой газеты», для участия в крымской операции были привлечены силы спецназа и отдельные подразделения ВДВ из Пскова, Тулы, Ульяновска, а также «специально завезённые в Крым гражданские лица», которые «выполняли по этому плану роль мирного населения, решительно поддержавшего российскую армию при захвате объектов»; по утверждению российского президента, для блокирования и разоружения украинских воинских частей на полуостров перебрасывались спецподразделения ГРУ и силы морской пехоты, десантников. Оценивая вероятного противника, специалисты Минобороны РФ имели в виду не только потенциал украинских ВС, но и возможное появление в Крыму активистов полувоенных формирований. В частности, утверждалось, что у российских спецслужб имелась оперативная информация о размещении в Крыму группы «Правого сектора» и планах организации диверсий на объектах Черноморского флота. Также российской стороной ожидались также акции, рассчитанные на привлечение внимания мировых СМИ, — захват боевыми группами заложников и пленение российских военнослужащих. Учитывалась и вероятность применения оружия со стороны крымских татар (на что рассчитывали и в украинском руководстве, получившем, однако, отказ на такие просьбы), в силу чего крымские и российские власти предприняли активные усилия для того, чтобы если не склонить их на свою сторону, то хотя бы добиться их нейтралитета в сложившейся ситуации.
Хотя решение не было признано центральными украинскими властями, 1 марта Аксёнов обратился к российскому президенту Владимиру Путину с просьбой об оказании помощи по «поддержанию мира» в Крыму, что было использовано Россией для обоснования военного вмешательства: Путин получил от Совета Федерации одобрение на использование Вооружённых Сил России на территории Украины.

### Последующий захват всей территории
В начале марта российскими военнослужащими и крымскими отрядами самообороны были блокированы все военные объекты украинских вооружённых сил в Крыму. Украинским военным был поставлен ультиматум: от них под угрозой штурма воинских частей потребовали сдачи.
Отряд добровольцев Аксенова под руководством Гиркина блокировал и совместно с российскими военнослужащими без отличительных знаков захватывал объекты и части Вооружённых сил Украины. Отряд вооружился захваченным на украинских военных складах оружием. 18 марта 2014 года Игорь Стрелков руководил штурмом 13-го фотограмметрического центра в Симферополе. В ходе штурма погибли прапорщик ВСУ С. В. Кокурин и доброволец из Волгограда Р. В. Казаков.
Помимо действий по собственно захвату стратегических объектов в Крыму российская армия начала интенсивные военные учения в приграничных с Украиной областях — Ростовской, Белгородской, Тамбовской и Курской. При этом российский президент Путин заявлял, что «учения в западных регионах России совершенно не связаны с ситуацией на Украине». Однако украинское руководство расценило эти действия российской стороны как подготовку к полномасштабному вторжению России на Украину.
После аннексии Крыма в Украине возникла дискуссия о том, всё ли сделала новая украинская власть в феврале — марте 2014 года для того, чтобы российская аннексия Крыма не состоялась.

## Информационная война
Действия России в ходе захвата Крыма включали информационную и кибервойну. Россия провела «активные мероприятия» — политическую войну, включающую пропаганду, шпионаж, саботаж и убийства. Проведенные психологические операции включали воздействие на мнение руководства или общества с помощью повторяемой лжи и сфальсифицированных документов, использование групп и негосударственных организаций для влияния, использование агентов на местах или завербованных в правительстве, использование РПЦ.
Геолокация мобильных телефонов военных Украины использовалась для установления их местонахождения для последующего целеуказания. Армия РФ быстро захватила телефонные коммуникации, связь с внешним миром была прервана, мобильная связь шла через российские мобильные операторы.
Соцсети были наполнены пророссийскими сообщениями. В статьи Википедии о Крыме и Украине были внесены значительные изменения. Доступ к украинским новостным сайтам был прекращен, телевидение было захвачено, передача украинских каналов была остановлена, вместо них было организовано вещание российских каналов.
Критические коммуникации вооруженных сил Украины были подвергнуты кибератакам и прерваны или подавлены. Мобильные телефоны членов правительства Украины и зарубежных организаций, поддерживающих Украину, были подавлены. Скорость и технологичность кибератак указывают высокую степень подготовленности.
Инфовойна, распространение тревожной и ложной информации, сыграли ключевую роль в сыскании поддержки действий РФ среди русского населения Крыма. Население было убеждено, что банды украинских фашистов едут в Крым, на своем пути насилуя русских и сжигая их дома.

## Оценки вероятности
По мнению ряда экспертов, на аннексию Крыма и его последующий захват, а также впоследствии оккупацию Донецкой области российское руководство подтолкнула слабая реакция Запада на войну в Грузии.

### Комментарии
1. ↑  Россией признано постфактум, а во время событий отрицалось[9].
2. ↑  В отчёте Миссии ОБСЕ по оценке положения в области прав человека, работавшей на Украине в марте-апреле 2014 года, отмечалось, что выяснить принадлежность и подчинённость действовавших в Крыму вооружённых групп и отрядов не представлялось возможным: их участники носили разную форму и представлялись членами отрядов «самообороны», «Армии Крыма», казаками или членами других организаций. Действуя вне рамок правового поля, эти группы пользовались попустительством, а иногда и активным соучастием властей, де-факто контролировавших территорию Крыма, включая правоохранительные органы[118].
3. ↑  в различных вариантах: перейти на сторону России, сложить оружие, или покинуть Крым[123].